# Hemerocampa leucostigma
Hemerocampa leucostigma is een vlinder uit de familie spinneruilen (Erebidae), onderfamilie donsvlinders (Lymantriinae). De wetenschappelijke naam van deze soort is, als Phalaena leucostigma, voor het eerst geldig gepubliceerd in 1797 door James Edward Smith. De soort wordt door sommige auteurs in het geslacht Orgyia geplaatst.
De soort komt voor in Noord-Amerika en kan daar soms het slachtoffer worden van Entomophaga maimaiga een entomopathogene schimmelsoort, die als biologische bestrijding van de invasieve plakker gebruikt wordt.

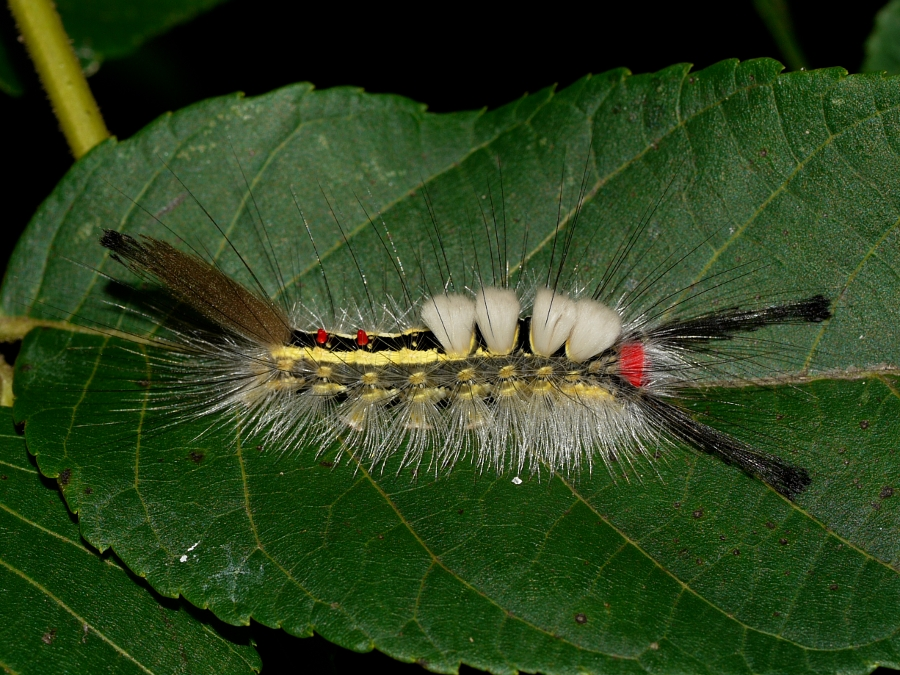
de rups